# Asmate disjuncta
Asmate disjuncta là một loài bướm đêm trong họ Geometridae.